# Eugene Raymond Hall
Eugene Raymond Hall (11 de maio de 1902, Imes, Kansas – 2 de abril de 1986, Lawrence, Kansas ) foi um mastozoólogo americano reconhecido por formar uma geração de outros mastozoólogos.  

## Biografia
Hall se graduou na Universidade do Kansas, como AB (Bachelor of Arts) em 1924, em 1925 obteve seu MA (Master of Arts) na Universidade da Califórnia, Berkeley. Na mesma universidade, obteve seu Ph.D. em 1928.  Sua tese de doutorado, sob a oirentação de Joseph Grinnell, foi uma revisão taxonômica das doninhas americanas.  Na University of California Berkeley, Hall foi assistente de pesquisa de 1926 a 1927, curador do Museum of Vertebrate Zoology de 1927 a 1944, professor assistente de zoologia de vertebrados de 1930 a 1937 e professor associado de 1937 a 1944.   Na Universidade do Kansas, ele foi professor titular e chefe do Departamento de Zoologia de 1944 a 1967, quando se aposentou como professor emérito. Ele também foi diretor do Museu de História Natural da Universidade do Kansas de 1944 a 1967.  Ele persuadiu Ralph Nicholson Ellis (1908–1945) a doar sua coleção de livros e artigos para a Universidade do Kansas.   Em 1936, Ellis comprou a maior parte da biblioteca John Gould. 
Hall foi autor ou coautor de mais de 340 artigos  publicados em vários periódicos, incluindo Journal of Mammalogy, The Auk, The Condor, The Wilson Bulletin, Proceedings of the Biological Society of Washington, Canadian Field-Naturalist, Outdoor Life, Annals and Magazine of Natural History, <i id="mwOg">Mammalia</i>, The American Naturalist e Zeitschrift für Säugetierkunde.  Além das publicações em periódicos, Hall foi autor, editor ou coautor de seis livros. 
A obra de dois volumes The Mammals of North America (1959), publicada em co-autoria com Keith R. Kelson, é considerada um clássico da sistemática e biogeografia de mamíferos norte-americanos e neotropicais (pois engloba o México e América Central). Posteriormente a obra foi revisada e reeditada por Hall em 1981 sob sua autoria exclusiva. 
O livro de Hall de 1951, The American Weasels, restringiu taxonomicamente as cerca de 30 espécies de doninhas norte-americanas (gêneros Mustela e Neogale) reconhecidas até então para três espécies válidas. Além de inúmeras subespécies de roedores, ele descreveu a espécie de morcego vespertilionideo Myotis elegans, o gênero exinto de jaritataca Martinogale, (com Gilmore) a marmota do Alasca (Marmota broweri), (com Gilmore) o musaranho-da-ilha-de-são-lourenço (Sorex jacksoni) e (com Jones) e o morcego amarelo cubano (Lasiurus insularis). A monografia de Hall, intitulada Geographic variation among brown and grizzly bears (Ursus arctos) in North America (1984), alterou a taxonomia dos ursos pardos norte-americanos, que foram considerados como uma única espécie contendo oito subespécies. 
Hall foi membro da Sociedade Americana de Mastozoologia (ASM), servindo como seu 14º presidente, de 1944 a 1946.  Em 1964 foi eleito membro honorário da ASM. 
Em 9 de agosto de 1924, Hall casou-se com Mary Frances Harkey (1900–1988)  com quem treve três filhos: William Joel (1926–2020),  Hubert Handel (1928–2010),  e Benjamin Downs (1932–2019).  Sua esposa Mary o auxiliou na realização de seus trabalhos científicos, ajudando, por exemplo a aferir medidas craniais de exemplares. 

## Racismo
Hall considerava que os humanos atuais eram classificados em várias subespécies, sendo considerado uma posição racista na época. Reconhecidamente, ele escreveu: "Quais são, então, as chances de sobrevivência dos caucasianos na América do Norte se eles permitirem a infiltração das subespécies orientais do homem a partir da maior massa de terra da Ásia? As hipóteses dos caucasianos pareceriam realmente pobres." 

## Livros
- Hall, E. Raymond; Kelson, Keith R. (1936). Studies of Tertiary and Quaternary mammals of North America. [S.l.: s.n.]
- Hall, E. Raymond (1946). Mammals of Nevada. [S.l.: s.n.]
- Hall, E. Raymond (1951). American weasels. [S.l.: s.n.]
- Hall, E. Raymond (1955). Handbook of mammals of Kansas. [S.l.: s.n.]
- Hall, E. Raymond (1959). The mammals of North America. [S.l.: s.n.]
- Hall, E. Raymond (1962). Collecting and preparing study specimens of vertebrates. [S.l.: s.n.]

## Links externos
- Obras de Eugene Raymond Hall (em inglês) no Projeto Gutenberg